# Motorsport i Polen
Polen är ett land med stort intresse för motorsport, och historiskt sett framförallt speedway.

## Verksamhet

### Banracing

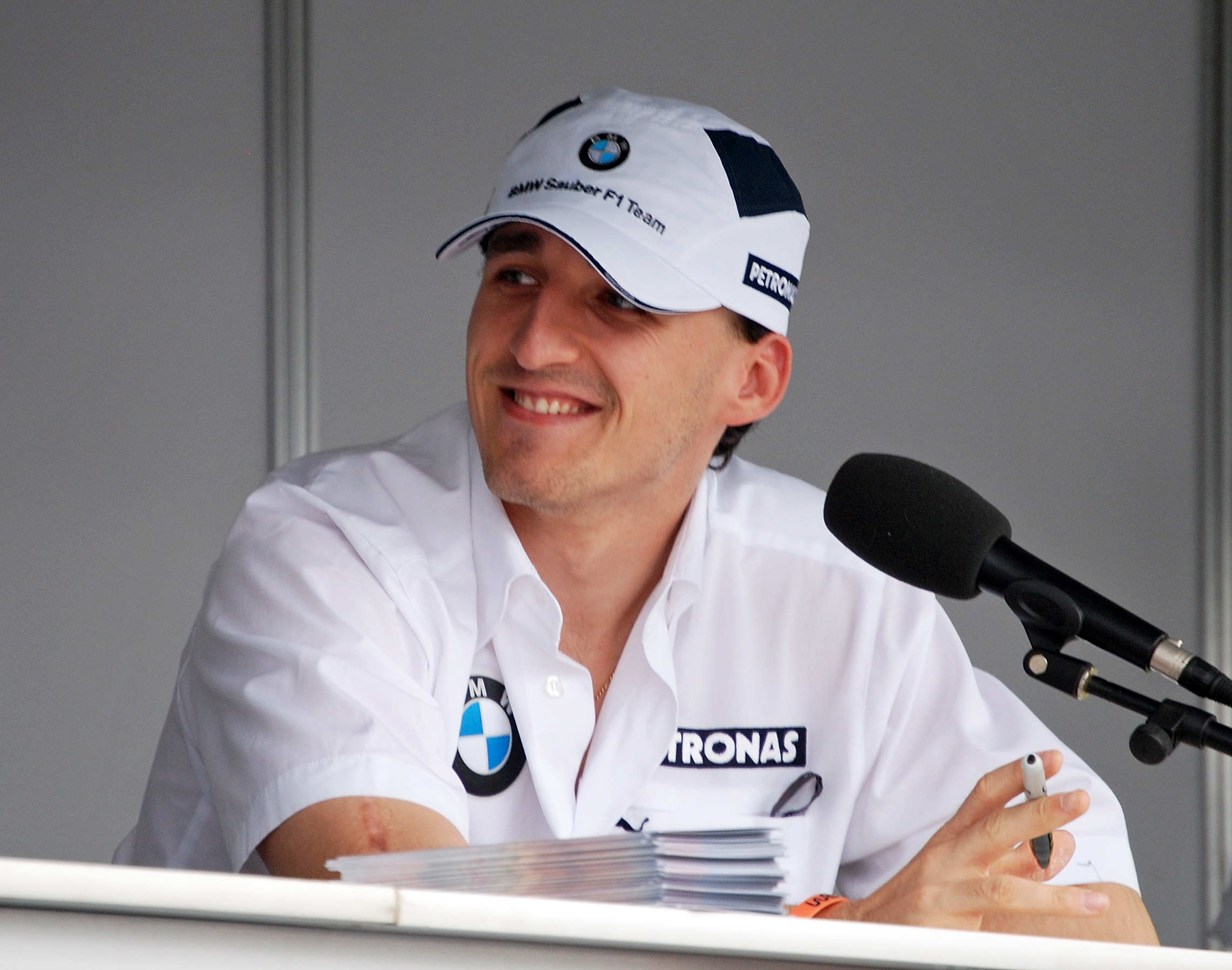
Robert Kubica, föraren som väckte det polska intresset för banracing.

Polen var en vit fläck på motorsportens karta fram till slutet av 1990-talet, då Robert Kubica började göra strålande resultat i italienska gokarttävlingar. Kubica kom att graduera till formel Renault, och där tävlade han med så stora framgångar att han fick möjligheten att köra i F3 Euroseries. Under säsongerna 2003 led Kubica av en bruten arm från en bilolycka, men vann ändå på det första försöket. Hans två säsonger där motsvarade dock inte de högt ställda förväntningarna, men han kunde ta sig till formel 1 tack vare vinsten i Formula Renault 3.5 Series 2005.
Efter att ha varit testförare för BMW Sauber fick Kubica chansen att tävla i de sista sex tävlingarna säsongen 2006, och tog en tredjeplats på Monza. Efter att ha blivit sexa i VM 2007, samt klarat sig oskadd från en jättekrasch i Kanada, kunde Kubica sluta fyra i VM 2008, efter att ha vunnit i Kanada ett år efter sin krasch. Efter att BMW Sauber misslyckats med sin bil 2009 och därefter dragit sig ur, skrev Kubica på för Renault.
I Polen finns det bara ett par aktiva racingbanor, av vilken Kielce är den mest kända. Inget större nationellt mästerskap finns, men vissa yngre förare har börjat följa Kubica när det gäller att tävla utomlands. Populariteten har ökat enormt sedan Kubica kom fram, och numera vallfärdar polska supportrar till framförallt Ungerns Grand Prix.

### Speedway

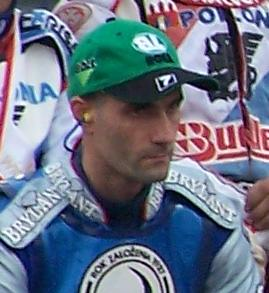
Tomasz Gollob, den mest kända och populära speedwayföraren från Polen.

Intresset för speedway är stort i Polen, med en av de allra största nationella ligorna, samt ett landslag som vunnit Lag-VM åtta gånger mellan 1961 och 2009. Polska individuella förare har dock haft ökänt svårt att lyckas vinna VM, och under sportens 75 första år blev enbart Jerzy Szczakiel individuell världsmästare, när han vann på hemmaplan i Chorzów 1973.
Efter att Speedway Grand Prix startats 1995 kom Tomasz Gollob att bli Polens främsta förare, med VM-silver 1999 och 2009 som höjdpunkter. Gollob var även fullständigt dominant på Bydgoszczbanan på hemmaplan, där han tog mängder av segrar. Hans ojämnhet och hans tendens att tappa humöret när domslut gått emot honom och motgångar kommit. Polen arrangerar två Grand Prix-tävlingar, vilket är i Leszno och Bydgoszcz.

### Rally
Efter att ha varit kandidattävling fick Polen arrangera sitt första VM-rally sommaren 2009, när Polska rallyt fick VM-status. Tävlingen går på tekniska och smala grusvägar i landets nordöstra del. Landet arrangerade sitt första rally 1922, men har aldrig haft någon större internationell status.